# Umur Beg
Umur Beg (în turcă Aydınoğlu Umur Bey; n. 1309, Aydın, Turcia – d. 1348, İzmir, İzmir, Turcia) a fost un emir de Aydın (Smyrna) ce a condus între anii 1334 și 1348. 
A fost cunoscut pentru campaniile sale navale purtate împotriva statelor înconjurătoare. În timpul domniei sale acesta a purtat campanii chiar și împotriva Chiliei, care la acel moment se afla sub controlul Țării Românești a lui Basarab I Întemeietorul. Conform surselor otomane, Umur Beg ar fi luat un număr foarte mare de prizonieri ghiauri (deci, fie slavi/ucraineni, fie români), pe care i-a dus în Smyrna, „umplându-și țara”.